# Overlord Museum
Overlord Museum est un musée consacré à la bataille de Normandie situé à Colleville-sur-Mer, département du Calvados, région Normandie.
L’Overlord Museum retrace l’histoire des six armées engagées dans la bataille de Normandie, du débarquement à la libération de Paris. Le musée illustre ainsi l’opération Overlord grâce à la mise en scène d’une
collection alimentée depuis plus de 40 ans et composée d’objets et véhicules provenant en majeur partie du sol normand.

## Histoire
L’histoire du musée commence avec la collection de Michel Leloup. Exploitant forestier et scieur du sud de la Normandie, il récupère épaves et matériels de surplus des Armées alliées pour des activités de débardage et de transport de bois dès 1948. En 1971, Leloup découvre un type de Semi-chenillé allemand, un véhicule qu’il utilisait dans les débuts de sa carrière. Il décide alors de le récupérer et de le restaurer. Le semi-chenillé devient ainsi le premier objet de la collection. Après seize années de collectes et de restaurations, Michel Leloup ouvre son propre musée afin de pouvoir exposer une partie de sa collection et la rendre accessible au public. Le Musée Août 44 voit le jour en 1987 dans les bâtiments de l’ancienne fromagerie de Falaise,.

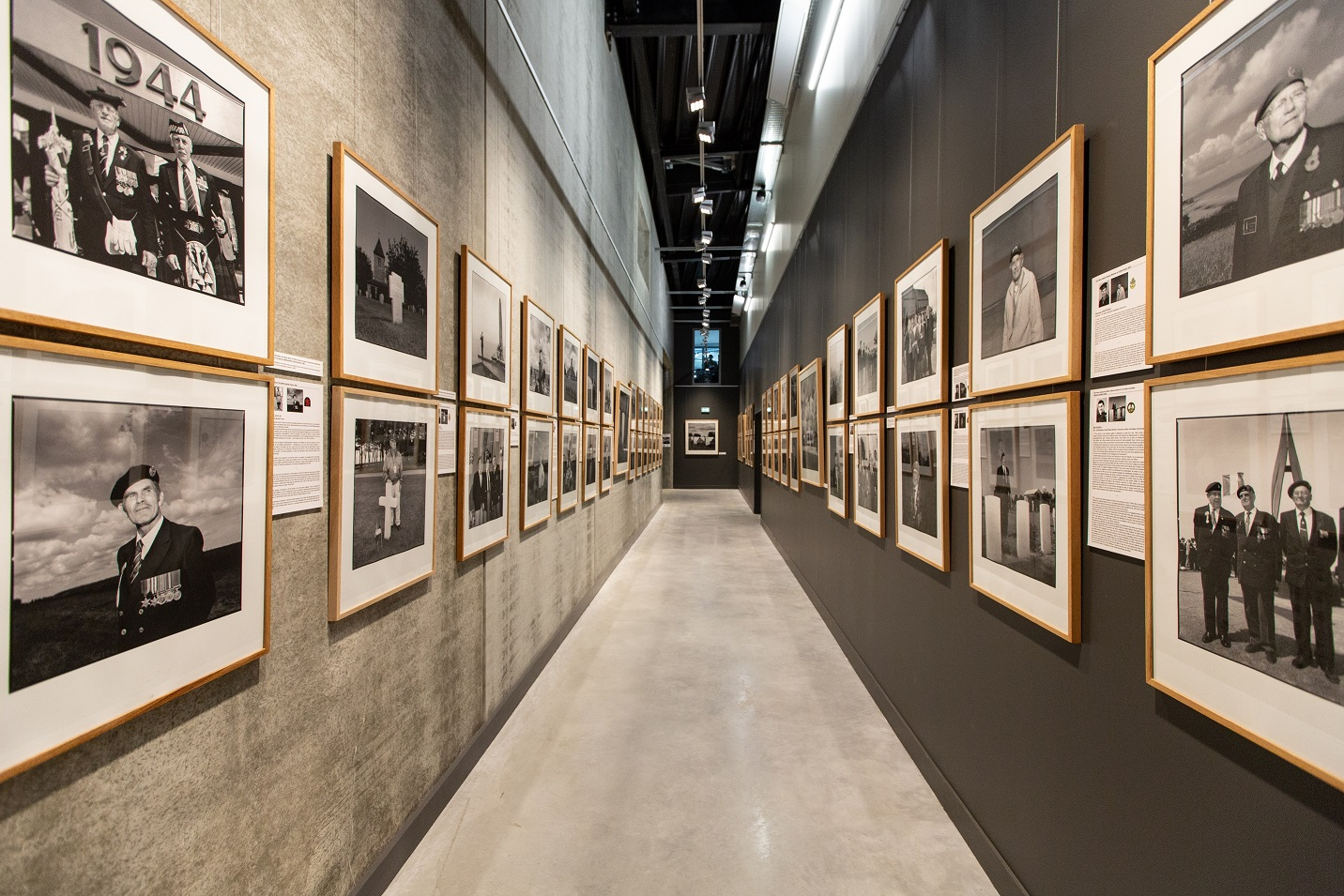
Galerie « Hommage aux vétérans »

La collection ne cessant d’augmenter, il devient nécessaire de trouver un espace d’exposition plus adapté. La décision est donc prise en 2008 de quitter les locaux de Falaise pour construire un nouveau musée à Colleville-sur-Mer (Calvados, Normandie). Le musée de Falaise ferme ses portes à la fin de l’année 2011. Le terrain est acquis en 2008, stratégiquement situé sur la route de la mer, proche de la plage d’Omaha Beach et du Cimetière Américain. Après plusieurs années de travaux, l’Overlord Museum est inauguré le 5 juin 2013, offrant à ses visiteurs 1 800 m2 d’exposition au sein d’un bâtiment minéral et sobre. Les résultats obtenus les cinq premières années démontrant une évolution positive, une extension du musée est construite en 2019, aboutissant à un espace d’exposition de plus de 2 200 m2 incluant une galerie « Hommage aux vétérans » réalisée en collaboration avec l’auteur et photographe Ian Patrick,,,,,.

## Concept du musée et contenu de l'exposition
À travers des reconstitutions de scènes à échelle humaine avec diorama. L’Overlord Museum remet dans son contexte d’origine près d’un demi-siècle de recherches, acquisitions et restaurations. La scénographie réaliste et immersive met en avant plus de 10 000 pièces. La diversité de la collection permet aux visiteurs de découvrir des documents uniques, des effets personnels de soldats, des uniformes mais aussi des blindés alliés et allemands, des avions de reconnaissance… Avec pour volonté de constituer un lieu de mémoire, le musée propose aussi une galerie en l’honneur des vétérans, alliant leur témoignage aux photographies de Ian Patrick. Le site offre aussi quelques éléments extérieurs à visiter librement.

Détails de l'exposition
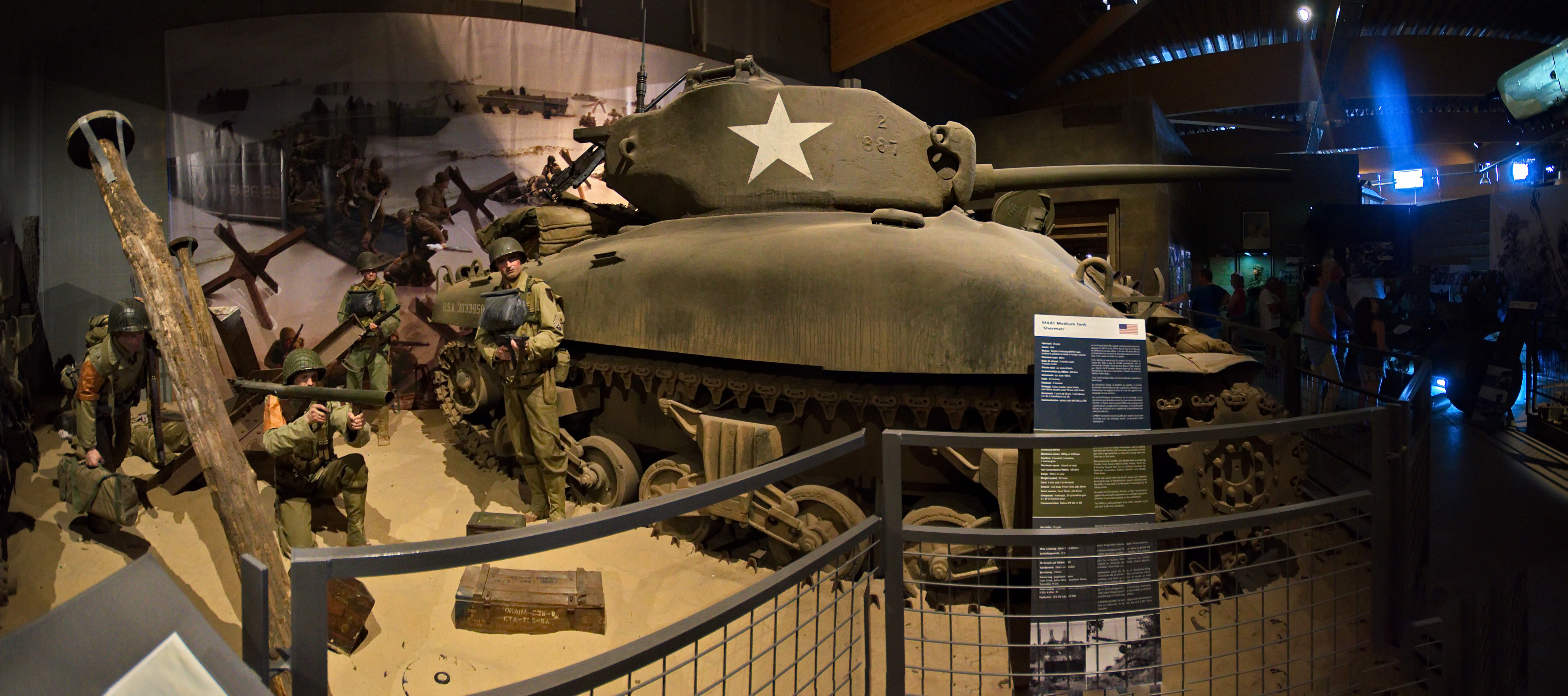
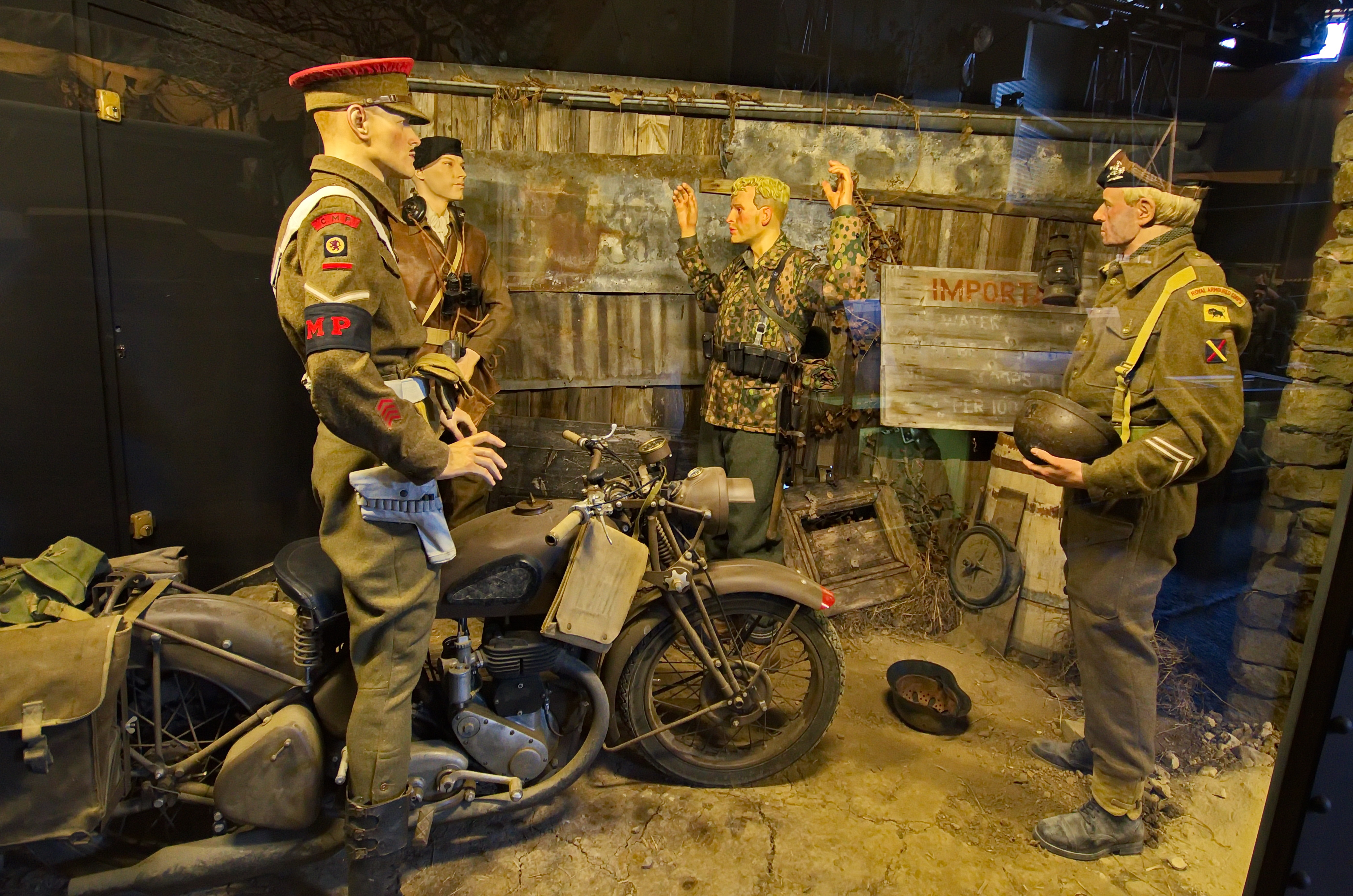
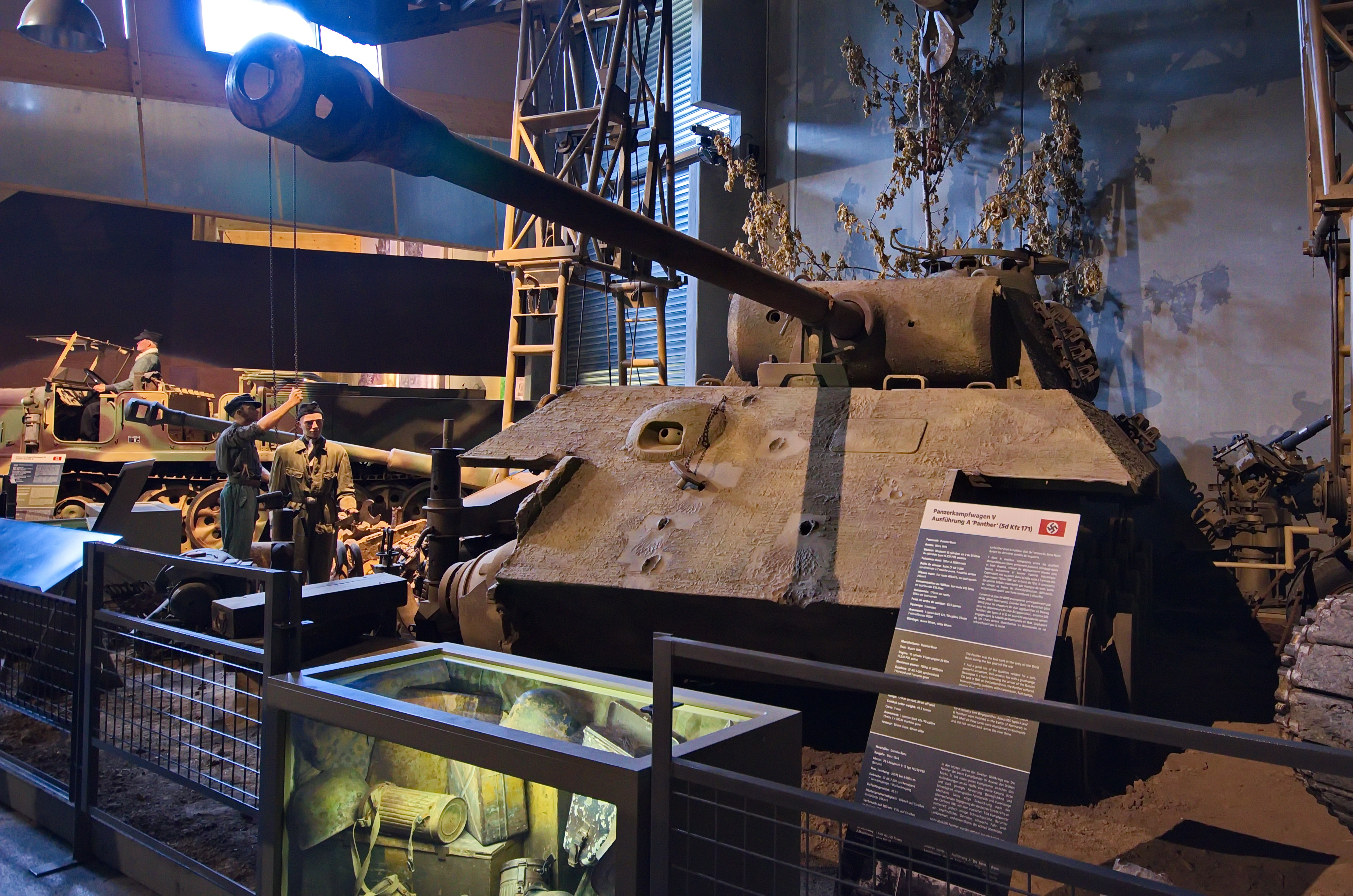
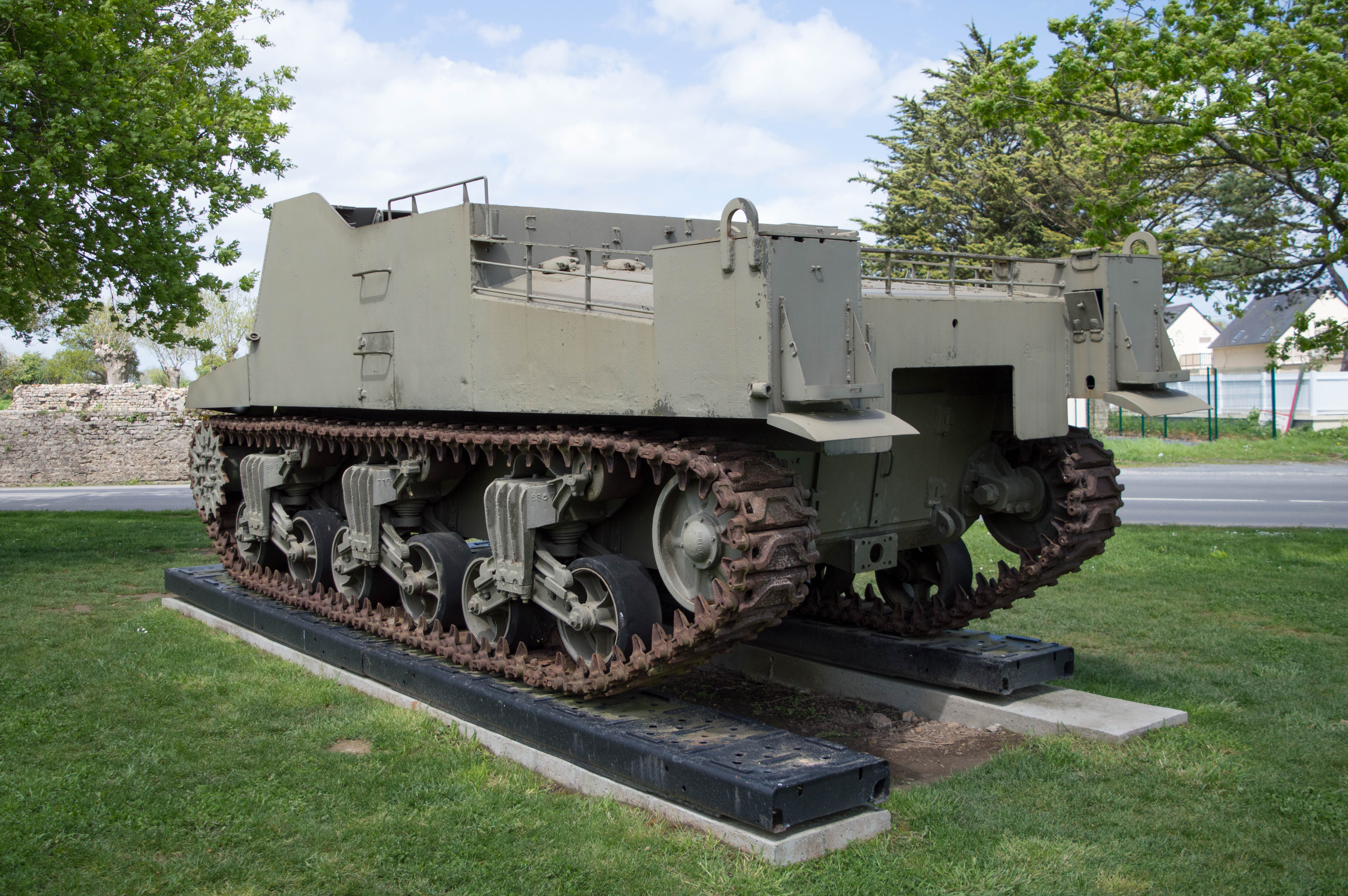